# Charles Geddes, Baron Geddes of Epsom
Charles John Geddes, Baron Geddes of Epsom CBE (* 1. März 1897 in Southwark, London; † 2. Mai 1983) war ein britischer Gewerkschaftsführer.
Er wurde in Southwark in Südost-London geboren und begann 1911, bei der Post zu arbeiten. Während des Ersten Weltkrieges war er Pilot im Royal Flying Corps und nach seiner Rückkehr ins Zivilleben wurde er aktiv in der Gewerkschaft Union of Post Office Workers. 1941 wurde er stellvertretender Generalsekretär der Gewerkschaft und von 1944 bis 1957 Generalsekretär.  1955 wurde er Präsident des Gewerkschaftsdachverbandes Trades Union Congress.
Geddes war im Vorstand von Polyglass Ltd.
Am 4. August 1958 wurde er der dritte Life Peer nach Inkrafttreten des Life Peerages Act 1958 mit dem Titel Baron Geddes of Epsom, of Epsom in the County of Surrey. Des Weiteren wurde er Commander des Order of the British Empire.